# Callicarpa plumosa
Callicarpa plumosa là một loài thực vật có hoa trong họ Hoa môi. Loài này được Quisumb. & Merr. mô tả khoa học đầu tiên năm 1928.